# Gomphus vulgatissimus
La libélula común (Gomphus vulgatissimus) es una especie de odonato anisóptero que pertenece a la familia Gomphidae.

## Características
Tienen los ojos muy separados, carácter que comparten con los Petaluridae y con los zigópteros. Los adultos miden usualmente de 4 a 7 cm de longitud. Vive en arroyos, ríos, arroyos o lagos en estado próximo al natural, especie migradora se la puede observar en zonas alejadas del agua.

## Distribución
Habita en Europa; en el sur hasta España e Italia, hacia el este llegan hasta el Cáucaso. En zonas montañosas alcanzan los 700 m s. n. m.